# 威拉德·范·奥曼·蒯因
威拉德·范奥曼·蒯因（/kwaɪn/；1908年6月25日—2000年12月25日；又译奎因），20世纪最有影响的美国哲学家、逻辑学家之一。出生於俄亥俄州阿克倫的富裕家庭，其父為一成功的實業家，其母則任職教師。1926年入欧柏林学院，1930年得數學與哲學學士，1932即於哈佛大學取得哲學博士學位。蒯因在哈佛大學任教時為全校薪金最高的教職員。

## 概述
蒯因忠实地归属于分析哲学传统，尽管他是「哲学不是概念分析」的观点的主要支持者。蒯因用一生时间在他的母校哈佛大学教授哲学和数学，在那里他从1956年到1978年把持 Edgar Pierce 哲学讲座。他的主要著作包括《经验论的两个教条》，攻击了在分析命题和综合命题之间的差别，并提倡了一种形式的语义整体论；和《语词和对象》，进一步的发展了这种立场并介入了著名的翻译的不明确性论题。